# بری دنسر
بری دنسر (انگلیسی: Barry Dancer؛ زادهٔ ۲۷ اوت ۱۹۵۲) ورزشکار هاکی روی چمن اهل استرالیا است.
وی در مسابقات کشوری و بین‌المللی در مجموع برندهٔ ۱ مدال نقره شده‌است.